# SC Pfullendorf
SC Pfullendorf is een Duitse sportvereniging uit de stad Pfullendorf, deelstaat Baden-Württemberg, die op 2 augustus 1919 werd opgericht en anno 2006 ruim 700 leden telt.
De sportvereniging dankt haar bekendheid door de opmars van de voetbaltak. De voetbalvereniging SC Pfullendorf promoveerde pas in 1980 naar de amateur Oberliga Baden-Württemberg. In de daaropvolgende 15 jaar slaagde de club er viermaal in om na degradatie naar de Verbandsliga als kampioen terug te keren in de Oberliga. In 1998 volgde de sprong naar de oude Regionalliga Süd, om twee jaar later zelfs als tweede geklasseerde in die liga deel te nemen aan de nacompetitie voor promotie naar de 2. Bundesliga. Daarin werd de derde plaats bereikt achter LR Ahlen en Union Berlin, wat onvoldoende was voor promotie. Een volledig mislukt seizoen 2000/2001 stelde de club wederom voor de opgave om directe promotie af te dwingen. Dit lukt zowaar voor de vijfde maal in de clubgeschiedenis. Sinds 2002 speelt de voetbalvereniging derhalve weer in de Regionalliga Süd.
Het seizoen 2004/2005 verliep erg slecht (de trainer werd gedurende het seizoen ontslagen) en in de eindklassering resteerde een magere 16e plaats. Slechts doordat 1. SC Feucht geen licentie voor het nieuwe seizoen kreeg en het feit dat met Eintracht Trier slecht 1 club uit de 2. Bundesliga degradeerde, kon men zowaar klassebehoud veiligstellen.
Op 10 september 2006 zorgde de club voor een stunt door Arminia Bielefeld uit de 1. Bundesliga met 2-1 te verslaan in de eerste ronde van de DFB-Pokal. De club speelde tot 2014 als middenmoter in de Regionalliga. In 2016 degradeerde de club ook uit de Oberliga Baden-Württemberg en een jaar later volgde zelfs een tweede degradatie op rij. In 2018 promoveerde de club weer naar de Verbandsliga.
Naast voetbal heeft de vereniging onder andere ook een schaak en tafeltennis afdeling.

## Successen
- Kampioen Verbandsliga Südbaden 1980, 1982, 1988, 1990, 1995
- Kampioen Oberliga Baden-Württemberg 2002
- Südbadischer bekerwinnaar 2006

## Stadion
De SC Pfullendorf speelt haar thuiswedstrijden in de Alno-Arena, het voormalige Waldstadion Kasernenstraße. Het stadion draagt de nieuwe naam sinds 23 april 2005 en kan aan 10.000 toeschouwers plaatsbieden, waarvan 432 overdekte zitplaatsen.

FC Auggen ·
SV Bühlertal ·
SF Elzach Yach ·
VfR Haussen ·
SV 08 Kuppenheim ·
SC Lahr ·
SV 08 Laufenburg ·
SV Linx · 
SV Niederschopfheim ·
SC Pfullendorf ·
1. FC Rielasingen-Arlen ·
FC Rot-Weiß Salem ·
ESV Südstern Singen ·
FC Teningen ·
FC 08 Villingen-U21 ·
FC Wolfenweiler-Schallstadt